# 809.
◄ | 8. stoljeće | 9. stoljeće | 10. stoljeće | ►
◄ | 770-ih | 780-ih | 790-ih | 800-ih | 810-ih | 820-ih | 830-ih | ►
◄◄ | ◄ | 806. | 807. | 808. | 809. | 810. | 811. | 812. | ► | ►►
Astronomija • Književnost • Kršćanstvo • Pravo • Promet

## Događaji
- Angelo Participazio je izabran za mletačkog dužda.
- Aznar I. Galíndez postaje grof Aragonije, naslijedivši Aureola Aragonskog.

## Smrti
- 24. ožujka Harun er-Rašid, abasidski kalif
- Aureolo Aragonski, prvi grof Aragonije
- Elfodd, velški biskup.

## Vanjske poveznice
|  | Zajednički poslužitelj ima još gradiva o temi 809. |